# Cicir, Arad
Cicir este un sat în comuna Vladimirescu din județul Arad, Crișana, România.
Satul Cicir este amplasat pe ambele părți ale drumului național Arad -București între localitățile Mandruloc și Sâmbăteni. Este situat în Campia de Vest, pe malul drept al Mureșului.

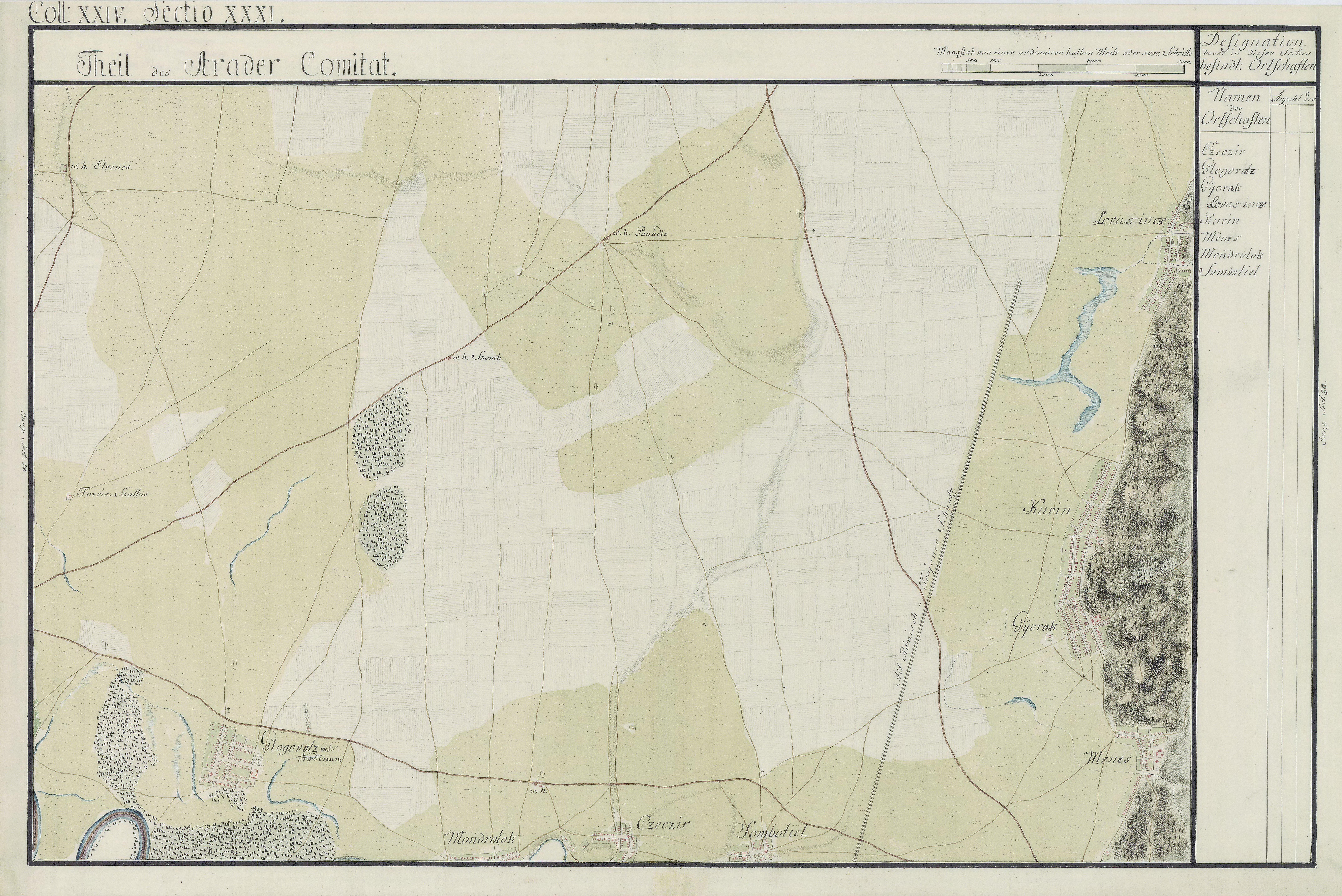
Cicir în Harta Iozefină a Comitatului Arad, 1782-85

Aici există o biserică de cărămidă și piatră, construită în anul 1702, dar care, în urma strămutării albiei Mureșului s-a surpat, în locul ei, pe la mijlocul veacului al XVIII-lea, a fost construită alta din lemn, ce avea hramul "Sfântul Mucenic Gheorghe".
Tradiția consemnează că în jurul anului 1823, locuitorii și-au mutat vatra satului pe locul actual, din cauza deselor inundații ale Mureșului, vechea biserică de lemn rămânând în afara satului.
În noaptea de Bobotează a anului 1823, ea a fost dărâmată de un vânt năpraznic. 
În anul 1854 a fost construită actuala biserică de cărămidă, cu hramul celei vechi. 
Biserica are un iconostas din anul 1783, cumpărat în anul 1930 de la biserica din Seitin.
La Cicir a fost descoperit în anul 1965, pe terasa nordică a localității, un bordei cu o mare cantitate de ceramică de factură dacică.
În urma cercetarilor s-a dovedit că aici a existat în secolul II-III o mare așezare a dacilor liberi.
Fiind în apropiere de Arad și deși mulți locuitori se ocupă cu agricultura și creșterea animalelor, o bună parte fac naveta la unitățile industriale din oraș, mai ales că localitatea este legată de acesta printr-o linie de tramvai.